# Frígia Segona
Frígia Segona o també Frígia Salutaris va ser una província romana creada per la nova divisió que va fer de l'Imperi l'emperador Dioclecià en les anomenades Reformes de Dioclecià. Potser la va establir el 294, i estava formada per la part oriental o nord-oriental de Frígia fins llavors dins la província d'Àsia.
Limitava al sud amb la província de Psídia, a l'est amb la de Galàcia, al nord amb Bitínia i a l'oest amb la província de Frígia Primera. La seva capital era Sínnada.
Frígia Primera i Frígia Segona van passar a formar part de la Diòcesi d'Àsia amb les reformes de Constantí I el Gran, diòcesi que va desaparèixer amb Justinià I l'any 535. Més tard va formar part del Tema dels Anatòlics.